# Résolution 1921 du Conseil de sécurité des Nations unies
Membres permanents
- Chine
- États-Unis
- France
- Royaume-Uni
- Russie

Membres non permanents
- Autriche
- Bosnie-Herzégovine
- Brésil
- Gabon
- Japon
- Liban
- Mexique
- Nigéria
- Turquie
- Ouganda

Résolution no 1920 Résolution no 1922
La résolution 1921 du Conseil de sécurité des Nations unies fut adoptée à l'unanimité le 12 mai 2010. Après avoir rappelé les résolutions 1740 (de 2007), 1796 (en) (de 2008), 1825 (en) (de 2008), 1864 (en) (de 2009), 1879 (en) (de 2008) et 1909 (en) (de 2009), le Conseil a prolongé le mandat de la Mission des Nations unies au Népal (UNMIN) jusqu'au 15 septembre 2010 et a souligné que des dispositions devaient être prises pour le retrait de la mission à cette date.
Le Conseil de sécurité a rappelé l'Accord de paix global entre le Gouvernement népalais et le Parti communiste unifié du Népal (maoïste) et a exprimé son soutien à cet accord. Il était préoccupé par le fait que la date limite pour la promulgation d'une nouvelle constitution était le 28 mai 2010 et que les deux parties n'avaient pas encore atteint un consensus ou prolongé le mandat de l'Assemblée constituante. Les parties népalaises coopéraient avec les Nations unies dans des domaines tels que la surveillance des armes et le renvoi du personnel de l'armée disqualifié.
Le mandat de l'UNMIN a été prolongé de quatre mois supplémentaires à la demande du gouvernement népalais, compte tenu de l'achèvement de certains aspects du mandat et du processus de vérification alors en cours. Les parties népalaises ont été instamment priées de tirer pleinement parti de la MININ pour appuyer le processus de paix. Le Conseil a reconnu que les mesures avaient été initialement conçues comme des solutions à court terme plutôt que comme des solutions à long terme et que la MININ était instamment priée de commencer les préparatifs de son retrait.
Le gouvernement népalais et le Parti communiste unifié du Népal (maoïste) ont été appelés à mettre en œuvre un calendrier pour l'intégration et la réhabilitation du personnel de l'armée maoïste, à assurer la sécurité du personnel des Nations unies et à poursuivre la transition vers une solution à long terme pour permettre au Népal d'avancer vers un avenir démocratique. La résolution, rédigée par le Royaume-Uni, s'est conclue en demandant au Secrétaire général Ban Ki-moon de faire un rapport d'ici le 1er septembre 2010 sur la mise en œuvre de la résolution actuelle.